# Nolana salsoloides
Nolana salsoloides es una de las 49 especies del género Nolana presentes en Chile, de la familia de las solanáceas (Solanaceae). Esta especie en particular es endémica con una distribución entre la Región de Antofagasta hasta la Región de Coquimbo en Chile.

## Descripción
Nolana salsoloides es un arbusto perenne, de forma globosa y decumbente, forma manchones, es algo leñosa en su base. Es una planta densa de color verde-amarillo. Alcanza los 60 cm de altura.
Se caracteriza por tener flores pequeñas, ubicadas en el extremo de sus ramas, su cáliz de forma cilíndrico presenta cinco lóbulos suculentos. La corola posee de 5 pétalos unidos con forma de campana, gamopétalas, de 25 mm de largo, su corola normalmente es de color lilaceo. La parte interior de la flor o garganta es de color blanca. Posee 5 estambres desiguales en tamaño de color blanco y anteras son de color blanco.
Nolana salsoloides, según la morfología foliar de esta especie, presenta hojas cilíndricas y suculentas.
Crece en sectores costeros con suelo pedregoso o rocoso, muy cerca del mar o en quebradas con influencia de neblinas costeras, con alta radiación solar en terrenos planos y sectores con exposición norte. Crece desde los 0 hasta los 500 metros sobre el nivel del mar, en quebradas interiores con influencia de la camanchaca puede llegar hasta los 2000 metros. Esta especie en particular requiere de la humedad de neblinas costera camanchaca. No resiste heladas. Puede soportar una temporada seca de 8 hasta 12 meses e incluso años sin precipitaciones. Habita en un clima de rusticidad USDA equivalente a zonas 10 y 11.

## Nombres vernáculos
Esta especie es conocida simplemente como 'suspiro', al igual que otras especies del género. 

## Importancia
Esta es especie conocida como 'suspiro de campo' constituye una de las flores emblemáticas que aparecen durante la floración del fenómeno denominado Desierto florido
Es considerada una planta con valor ornamental.

## Amenazas
Una de las principales amenazas de esta especie la constituyen factores antrópicos como la urbanización y ocupación del borde costero, por acción antrópica por el turismo y colecta de flores